# Clima alpino
El clima alpino es el clima de la tundra alpina, es un subtipo de clima de tundra que también califica como clima de de alta montaña y que corresponde a las características climáticas de los territorios de tierras altas situados por encima de la línea de vegetación arbórea. El clima alpino es el clima de mayor altitud previo a la congelación de altura y está bien extendido en las zonas de altas del mundo, las cuales constituyen ecosistemas de praderas y matorrales de montaña.

## Características
Se caracteriza por situarse por sobre el límite del bosque, en donde el frío de montaña no permite el crecimiento de árboles y donde la temperatura media mensual no excede los 10 °C. Como clima de montaña que es, presenta una menor temperatura conforme aumenta la altitud; esta característica se debe a la tasa adiabática del aire, que tiende a expandirse y disminuir su temperatura a altitudes elevadas. La altitud es muy variable porque depende de la latitud y otros factores.
Se considera que un clima es de tundra si el mes más cálido se encuentra entre 0 y 10 °C de acuerdo con la clasificación climática de Köppen y Geiger. Este sistema define dos tipos principales: el clima alpino húmedo ETH y un clima alpino seco EB.

## Clima alpino húmedo

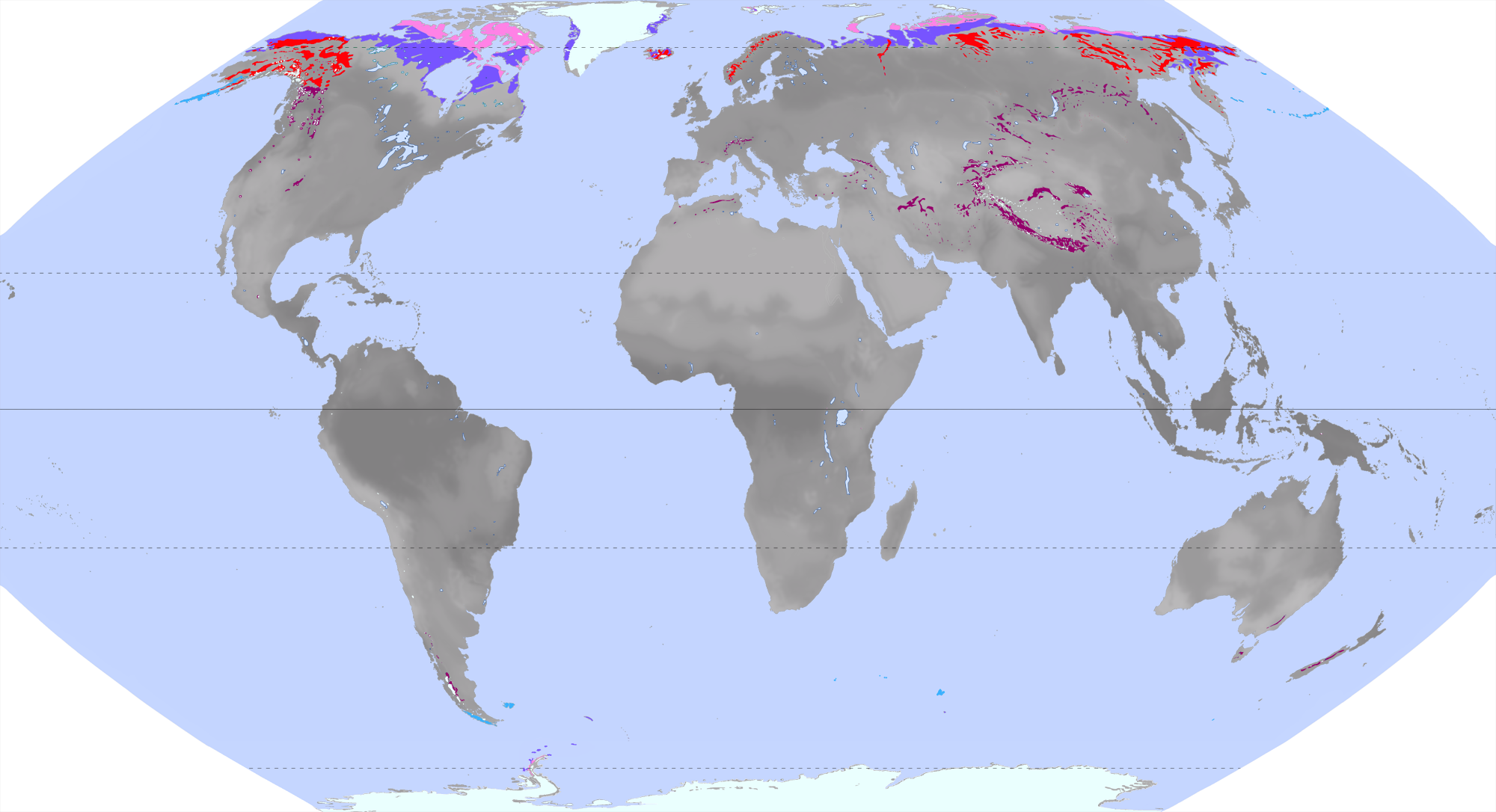
Tundra alpina subpolar
Tundra alpina templada: de herbazales y brezales

Es el clima ETH, es decir, de tundra húmeda de altura. Si el clima es subhúmedo, puede clasificarse como ETHw. De acuerdo con la latitud pueden describirse los siguientes subtipos:

### Clima alpino subpolar
Es el que se encuentra en las montañas situadas en latitudes subpolares, incluso más allá del Círculo polar ártico. La altitud es baja, puede aparecer a los 650 metros como se observa a una latitud 68°N en Suecia. En Norteamérica se encuentra en Alaska y Canadá en la cordillera de Brooks y cordillera de Alaska. En Europa se extiende en Islandia y en los Alpes escandinavos (Noruega y Suecia). En Rusia está en los Montes Urales y montañas del norte de Siberia.

### Clima alpino templado húmedo

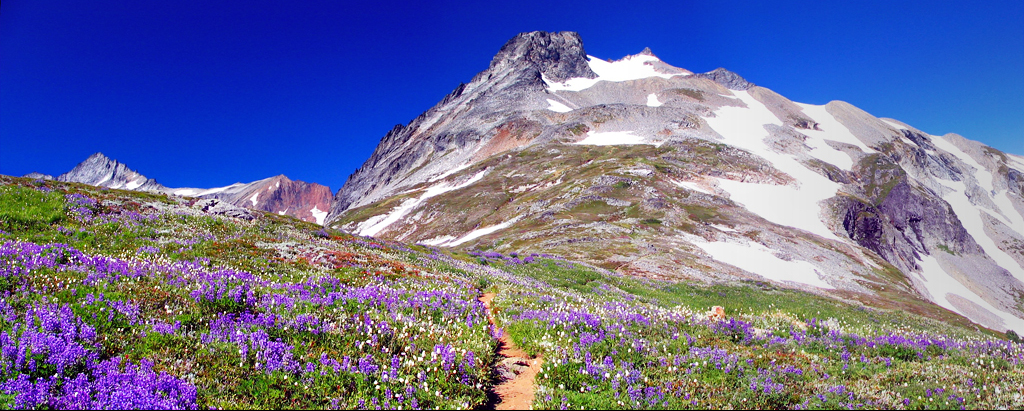
Plantas alpinas en la cordillera de las Cascadas en el estado de Washington.

Es el clima alpino de latitudes medias (zona templada) y suele comenzar a los 1800 u 2000 m. Hay una importante oscilación térmica anual, con inviernos helados y con un promedio anual que suele estar alrededor de 0 °C. Köppen diferenció inicialmente dos variedades de clima alpino: por un lado el clima de alta montaña de la gamuza, como referencia al clima de los Alpes europeos donde habita la gamuza, clima que es húmedo todo el año y con una oscilación menor de 20 °C.
El clima alpino templado se encuentra encuentra en las montañas al oeste y centro de Estados Unidos, especialmente en las Montañas Rocosas. En Europa está en los Alpes (Austria, Suiza, Italia y Francia) y áreas menores de otras cordilleras como los Pirineos y Montañas del Cáucaso. En el centro de Asia, el Sistema de los Himalayas sostiene una importante área de tundra alpina, la cual se extiende por varios países y es especialmente extensa en la meseta tibetana. Hay varias cordilleras que se extienden a través de Asia Central, del Sur y Oriental. En Oceanía está en las Montañas Azules (Nueva Zelanda).

### Clima alpino tropical

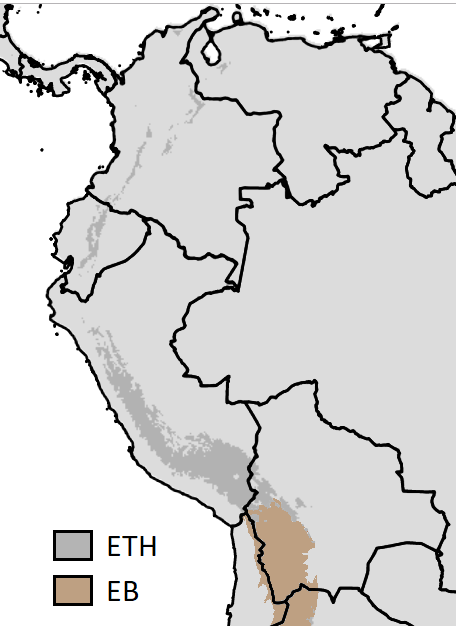
Clima altoandino intertropical, al norte los páramos y al sur la puna húmeda y la puna seca.

Es el clima frío de latitudes tropicales (zona intertropical) clasificado como ETH, donde predominan los climas isotérmicos. Este clima ha sido llamado, formal o informalmente, como clima de puna, de páramo, frígido, de tundra, altoandino o altiplánico. La denominación ETH implica que es húmedo, o al menos subhúmedo, y se le puede llamar clima de páramo o de puna húmeda para diferenciarlo del de puna seca.
Tiene gran altura, y a latitudes ecuatoriales puede estar a partir de los 3950 m., como se observa a latitud 3°S en el Kilimanjaro (África). La temperatura media anual está por lo general por sobre 0 °C y es similar al llamado piso páramo, el cual ha sido descrito por su temperatura media entre 0 y 10 °C. A diferencia del clima alpino de mayores latitudes, es de frío menos extremo y por lo general no hay permafrost, es decir, las capas del suelo no se congelan permanentemente. La gran altura puede dar lugar a la aparición del mal de montaña en visitantes provenientes de tierras bajas.
Este clima es típico de los ecosistemas de páramo y puna, con miles de especies de plantas, la mayoría endémicas, con presencia de arbustales, pastizales, turberas, musgos y líquenes, con árboles bajos que constituyen el bosque abierto de Polylepis, que al encontrarse a alturas de, por ejemplo, 3800-4300 metros, constituye el bosque más alto del mundo.

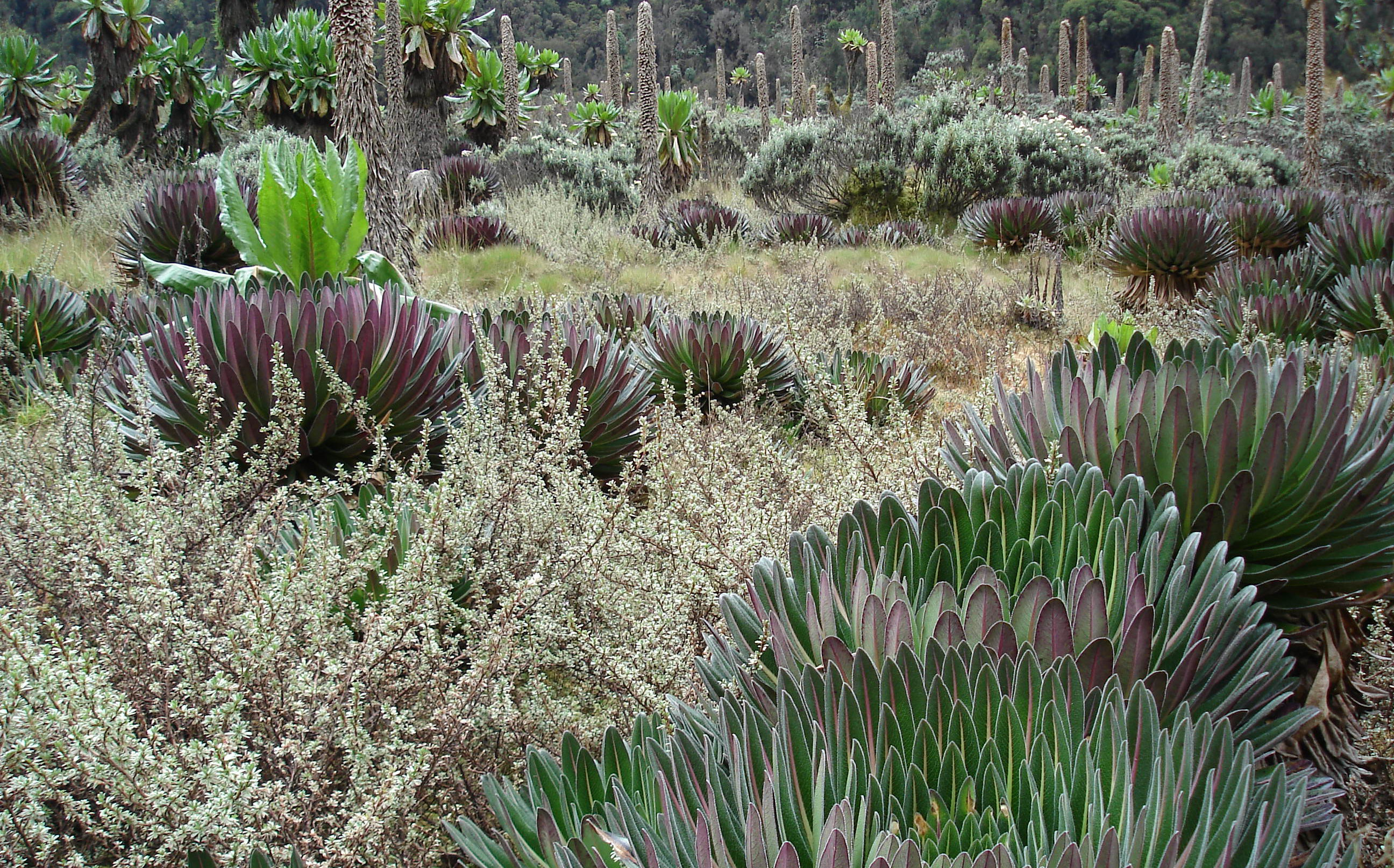
Páramo africano en las montañas de Uganda.

Las precipitaciones están entre 450 y 3000 mm anuales aproximadamente, las cuales se presentan en forma de lluvia, nieve o granizo y a lo largo de todo el año. Se clasifica como ETH, y si es subhúmedo puede describirse como ETHw. Es característico de la región llamada Zacatonal en México y Guatemala, de los Páramos de los Andes del norte (páramo andino) en Colombia, Venezuela, Ecuador y Perú, y de la región Puna húmeda de Perú y parte de Bolivia. En África está el Páramo montano de Etiopía y los Páramos de África oriental, que son pequeñas áreas alrededor de las montañas más altas. En Oceanía se encuentra en los Páramos de Nueva Guinea alrededor de la cordillera central.
Como ejemplo, se muestra el clima de la ciudad de Cerro de Pasco (Perú), la cual se encuentra a una altitud de 4338 m s. n. m. (metros sobre el nivel del mar), con una temperatura media de 5.5 °C y precipitaciones de 1183 mm anuales:
| Parámetros climáticos promedio de Cerro de Pasco | Parámetros climáticos promedio de Cerro de Pasco | Parámetros climáticos promedio de Cerro de Pasco | Parámetros climáticos promedio de Cerro de Pasco | Parámetros climáticos promedio de Cerro de Pasco | Parámetros climáticos promedio de Cerro de Pasco | Parámetros climáticos promedio de Cerro de Pasco | Parámetros climáticos promedio de Cerro de Pasco | Parámetros climáticos promedio de Cerro de Pasco | Parámetros climáticos promedio de Cerro de Pasco | Parámetros climáticos promedio de Cerro de Pasco | Parámetros climáticos promedio de Cerro de Pasco | Parámetros climáticos promedio de Cerro de Pasco | Parámetros climáticos promedio de Cerro de Pasco |
| Mes                                              | Ene.                                             | Feb.                                             | Mar.                                             | Abr.                                             | May.                                             | Jun.                                             | Jul.                                             | Ago.                                             | Sep.                                             | Oct.                                             | Nov.                                             | Dic.                                             | Anual                                            |
| ------------------------------------------------ | ------------------------------------------------ | ------------------------------------------------ | ------------------------------------------------ | ------------------------------------------------ | ------------------------------------------------ | ------------------------------------------------ | ------------------------------------------------ | ------------------------------------------------ | ------------------------------------------------ | ------------------------------------------------ | ------------------------------------------------ | ------------------------------------------------ | ------------------------------------------------ |
| Temp. máx. abs. (°C)                             | 15.1                                             | 14.3                                             | 14.5                                             | 15                                               | 14.2                                             | 15                                               | 14.7                                             | 16.2                                             | 15                                               | 15.3                                             | 16.4                                             | 16.1                                             | 16.4                                             |
| Temp. máx. media (°C)                            | 12                                               | 11                                               | 11.5                                             | 12.9                                             | 12.3                                             | 12.7                                             | 12.6                                             | 13                                               | 12.1                                             | 12.4                                             | 12.6                                             | 12.9                                             | 12.3                                             |
| Temp. media (°C)                                 | 6.3                                              | 5.95                                             | 6.1                                              | 6.3                                              | 5.15                                             | 4.3                                              | 4.05                                             | 4.85                                             | 5.15                                             | 5.8                                              | 6                                                | 6.35                                             | 5.5                                              |
| Temp. mín. media (°C)                            | 0.6                                              | 0.9                                              | 0.8                                              | −0.3                                             | −2                                               | −4.1                                             | −4.5                                             | −3.3                                             | −1.8                                             | −0.8                                             | −0.6                                             | −0.2                                             | −1.3                                             |
| Temp. mín. abs. (°C)                             | −7                                               | −6                                               | −7                                               | −9.2                                             | −13.3                                            | −17.7                                            | −20.2                                            | −18                                              | −13                                              | −10                                              | −9.5                                             | −9                                               | −20.2                                            |
| Precipitación total (mm)                         | 160.2                                            | 165                                              | 190.1                                            | 80                                               | 77                                               | 18                                               | 13                                               | 45                                               | 69.3                                             | 108                                              | 111.1                                            | 146                                              | 1182.7                                           |
| Días de precipitaciones (≥ )                     | 20                                               | 21                                               | 23                                               | 15                                               | 14                                               | 7                                                | 4                                                | 8                                                | 12                                               | 18                                               | 18                                               | 19                                               | 179                                              |
| Días de nevadas (≥ 1 mm)                         | 1                                                | 1                                                | 0                                                | 0                                                | 0                                                | 4                                                | 3                                                | 5                                                | 0                                                | 0                                                | 0                                                | 1                                                | 15                                               |
| Humedad relativa (%)                             | 82                                               | 84                                               | 83                                               | 81                                               | 77                                               | 74                                               | 73                                               | 73                                               | 76                                               | 77                                               | 78                                               | 80                                               | 78.2                                             |
| Fuente: SENAMHI                                  |                                                  |                                                  |                                                  |                                                  |                                                  |                                                  |                                                  |                                                  |                                                  |                                                  |                                                  |                                                  |                                                  |

## Clima alpino seco

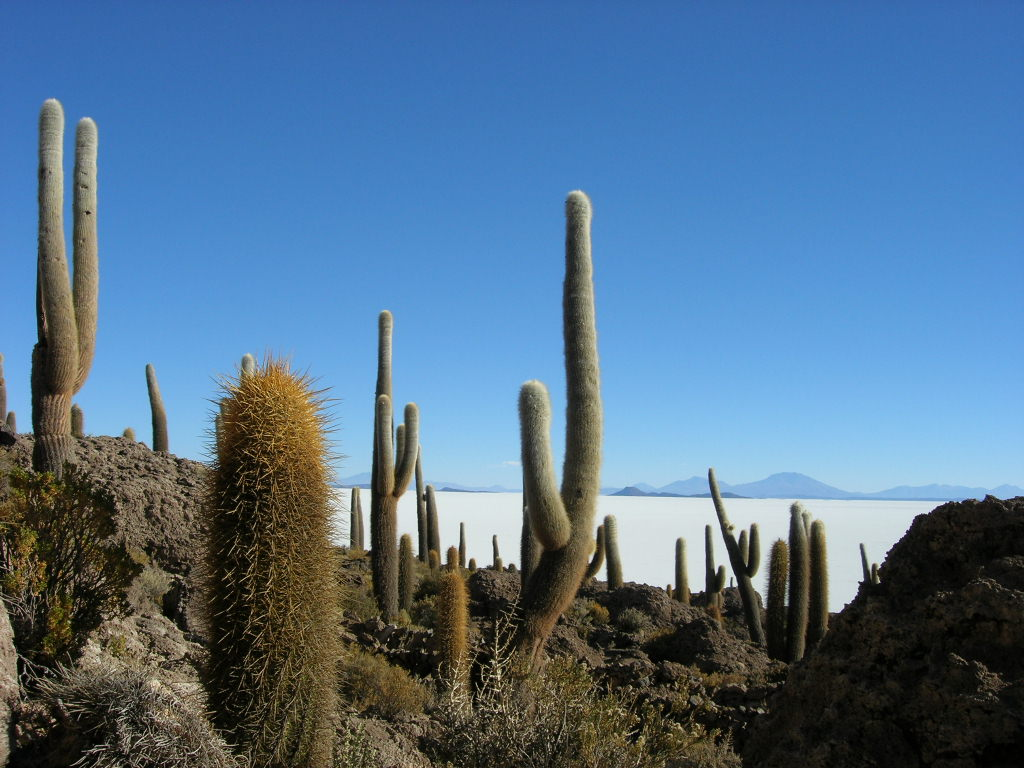
Salar de Uyuni en la puna seca de Bolivia.

Se clasificó como EB por Köppen y Geiger, pues por su temperatura califica como clima de tundra (E) y por sus precipitaciones como clima seco (B). También se usan las siglas propias de los climas secos fríos: si es semiárido puede figurar como frío de estepa (BSK) y si es desértico como árido frío (BWk). De acuerdo con la latitud pueden describirse los siguientes subtipos:

### Clima alpino templado seco
Se encuentra en latitudes medias (zona templada) en Asia principalmente y poco en Norteamérica. Köppen le llamó el clima del yak o del Pamir, como referencia a la cordillera del Pamir, donde habita el yak; es un clima que posee gran oscilación, mayor de 20 °C. Es común al noroeste de la meseta tibetana y cordilleras de Asia Central, China y Mongolia.

### Clima de puna seca
Es un clima seco de altura en latitudes tropicales y subtropicales, típico de la ecorregión Puna del sur en los Andes Centrales (Sudamérica), que tiene precipitaciones menores de 450 mm anuales aproximadamente. Es un clima virtualmente inhóspito, frío y seco, poco habitable, sin grandes ciudades, además de no contar con ríos ni lagos permanentes, pero sí grandes salares endorreicos. Puede ser estepario BSk o desértico Bwk como la Puna que comparten Bolivia, Chile y el noroeste de Argentina; pues es típico de los Andes desérticos como la Puna de Atacama, donde las precipitaciones son menores de 100 mm anuales.